# Mirocomachiko
Mirocomachiko (japanisch ミロコマチコ, auch Miroco Machiko, * 1981 in Osaka) ist eine japanische Malerin und Kinderbuchautorin.

## Leben und Karriere
Mirocomachiko studierte Geisteswissenschaften an der Kyoto Seika University, von der sie 2003 graduierte. 2004 begann sie ihre Karriere als Malerin. Sie gestaltete unter anderem Poster, CD-Hüllen, Buchcover und Kinderbilderbücher. Für ihre Bilderbücher mit farbenfrohen Illustrationen erhielt sie in Japan mehrere Preise. Ihr erstes Bilderbuch namens Der Wolf fliegt entstand 2012. Ihre Werke wurden mehrfach in Einzelausstellungen in Japan und anderen Ländern (Finnland, Australien und Großbritannien) ausgestellt.
Nachdem sie 2017 das erste Mal aus beruflichen Gründen auf der südlich von Kyūshū liegenden Insel Amami-Ōshima gewesen war, zog sie 2019 mit ihrem Mann von Tokio auf die Insel, wo sie seitdem lebt und künstlerisch tätig ist. Sie bringt sich dort in die Gemeinschaft ein und bietet auch Malkurse für Kinder an. Die auf der Insel noch lebendigen Mythen von Drachen und Ungeheuern sowie die üppigen Pflanzen inspirieren sie nach eigenen Angaben zu ihren Kunstwerken.
Ihr Malstil wurde vom finnishdesignshop folgendermaßen beschrieben: „Her abstract and naive style is based on bold colors and compositions, usually starring different animal characters, quite often cats“ (Ihr abstrakter und naiver Stil basiert auf kräftigen Farben und Kompositionen, in deren Mittelpunkt meist verschiedene Tierfiguren stehen, sehr oft Katzen). Mirocomachiko ist als Katzenliebhaberin bekannt. Die japanische Zeitung Asahi Shimbun schrieb über ihr Werk: „In her paintings, Mirocomachiko depicts animals and plants in bold strokes and dazzling colors that are at once humorous and mysterious, yet child-like and sophisticated.“ (In ihren Malereien stellt Mirocomachiko Tiere und Pflanzen mit kräftigen Strichen und in leuchtenden Farben dar, die gleichzeitig humorvoll und geheimnisvoll, aber auch kindlich und komplex sind.)

## Auszeichnungen (Auswahl)
- 2013 Hauptpreis beim 18. Japan Bilderbuchpreis (日本絵本賞大賞, Nihon ehon-shō taishō) für Der Wolf fliegt
- 2013 Bilderbuchpreis beim 45. Kodansha Shuppan Bunka (Kōdansha shuppan bunka-shō ehon-shō jushō) für Tetsuzo hane
- 2013 63. Shōgakukan Preis für Kinderverlagskultur (小学館児童出版文化賞, Shōgaku kanjidōshuppan bunkashō) für das Bilderbuch Mein Futon wurde vom Meer gemacht
- 2015 Golden Apple Award auf der 25. Bratislava Picture Book Original Illustration Biennale (BIB) für das Bilderbuch Ich und Gelb[6]

## Veröffentlichungen (Auswahl)
- 2012 オオカミがとぶひ (Ōkami ga tobuhi, Der Wolf fliegt), East Press, ISBN 978-4781608280.
- 2013 てつぞうはね (Tetsuzō hane), Buronzu Shinsha, ISBN 978-4-89309-575-6.[7]
- 2013 ぼくのふとんは うみでできている (Boku no futon wa umi de dekite iru, Mein Futon wurde vom Meer gemacht), Akane Shobo, ISBN 978-4-251-09868-9.[8]
- 2014 オレときいろ (Ore to kiiru, Ich und Gelb), WAVE Publishing, ISBN 978-4-87290-918-0.[9]
- 2016 ねこまみれ帳 (Neko-mamire-chō Buch mit Katzen), Buronzu Shinsha, ISBN 978-4-89309-623-4.
- 2019 ドクルジン (Dokurujin), Aki shobo, ISBN 978-4-750515960.
- 2023 みえないりゅう (Mienai ryū, Unsichtbarer Drache), Mishimasha, ISBN 978-4-909394903.

## Ausstellungen (Auswahl)
- 2022 Seika Artist File #1: Flickering Creatures, Gruppenausstellung mit dem Thema Tiere und Pflanzen in der Kyoto Seika University Gallery Terra-S in Kyoto[10]
- 2022 „Who is Mirocomachiko?“, Einzelausstellung in Ichihara Lakeside Museum[11]
- 2023 Kagoshima Prefectural Citizens' Exchange Centre, Einzelausstellung in Kagoshima[12]
- 2023 Torai Galery Ochanomizu (トライギャラリー おちゃのみず), Einzelausstellung in Tokio[13]